# Marktheidenfeld
Marktheidenfeld egy település Németországban, azon belül Bajorországban. Lakosainak száma 11 724 fő (2023. december 31.).

## Földrajz
A város Bajorország északnyugati részén, a Majna folyó keleti partján épült fel. Mellette halad el az A3-as autópálya. Marktheidenfeld Triefenstein, Kreuzwertheim, Schollbrunn, Esselbach, Hafenlohr, Rothenfels, Neustadt am Main, Roden, Karbach és Erlenbach bei Marktheidenfeld községekkel határos.

## Népesség
A település népessége az elmúlt években az alábbi módon változott:
| Lakosok száma | 1860 | 3983 | 8080 | 10 830 | 10 854 | 10 901 | 11 126 | 11 194 | 11 292 | 11 724 |
|               | 1875 | 1950 | 1975 | 2011   | 2013   | 2014   | 2016   | 2019   | 2021   | 2023   |

A községhez több település tartozik: Altfeld, Glasofen, Marienbrunn, Michelrieth, Oberwittbach és Zimmern.

## Turizmus, látnivalók
A város egyik leghíresebb műemléke az 1745-ben épült, rokokó stílusú egykori polgárház, a Franck-Haus, amelyben ma múzeum működik.

## Képek

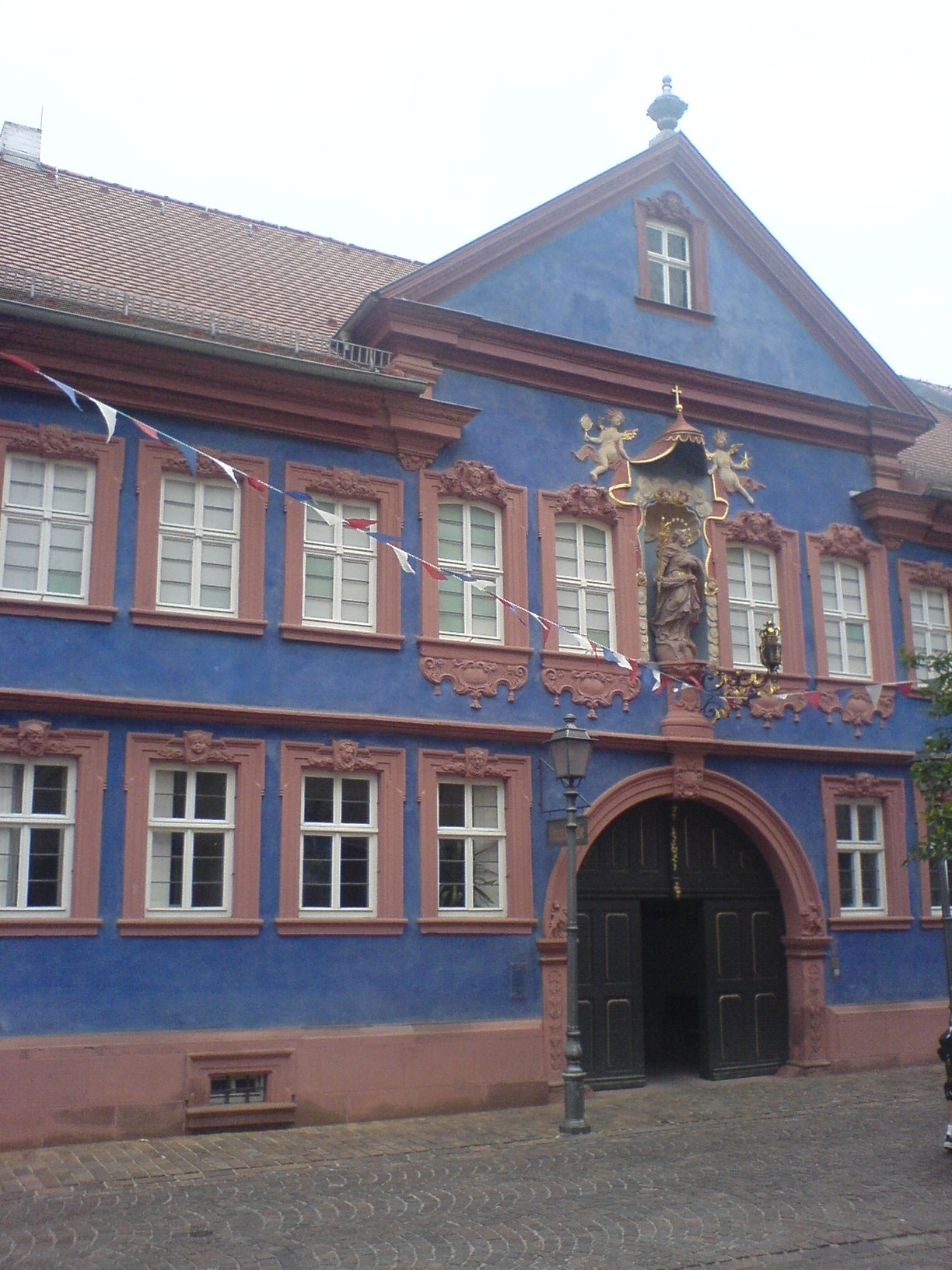
A Franck-Haus
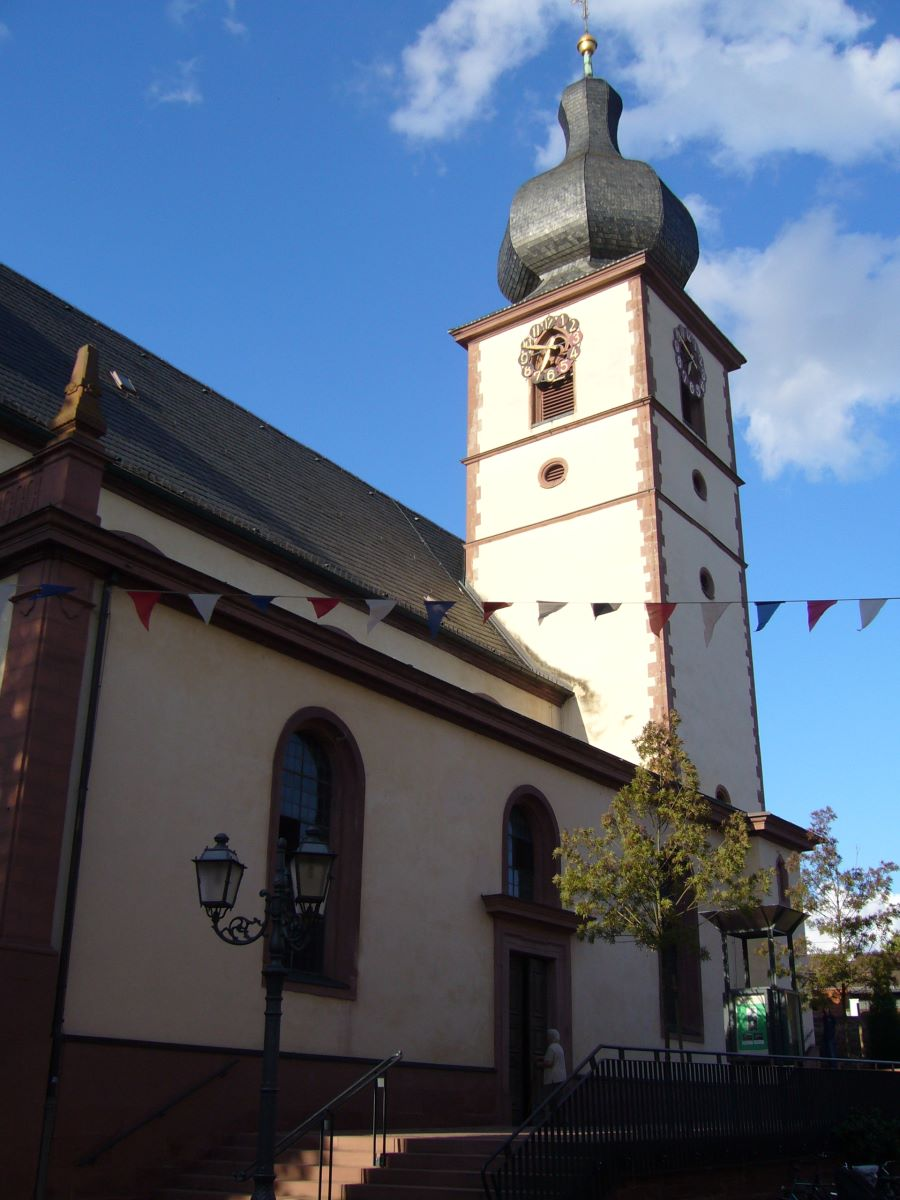
A Szent Lőrinc-templom
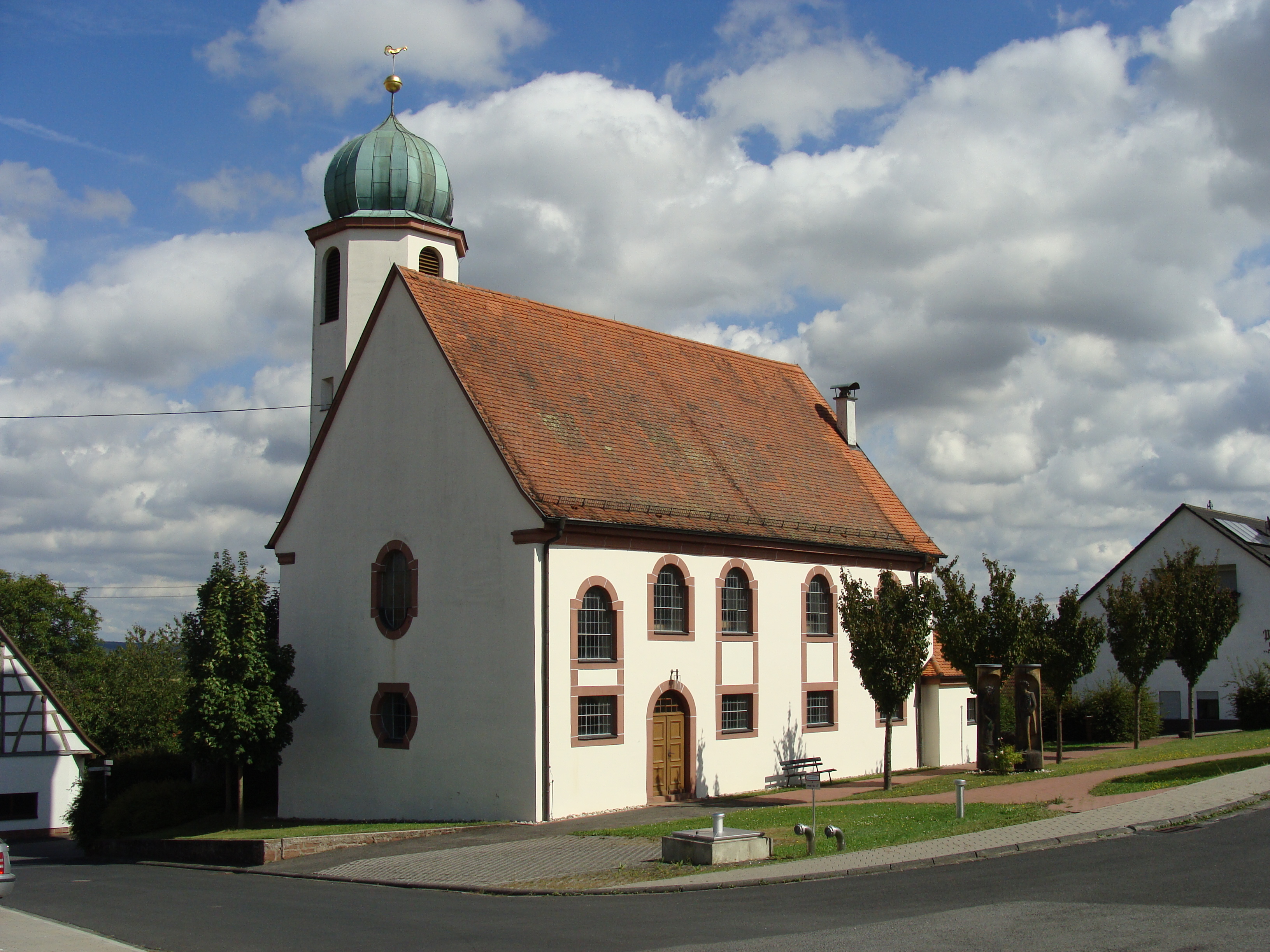
Evangélikus templom Glasofenben
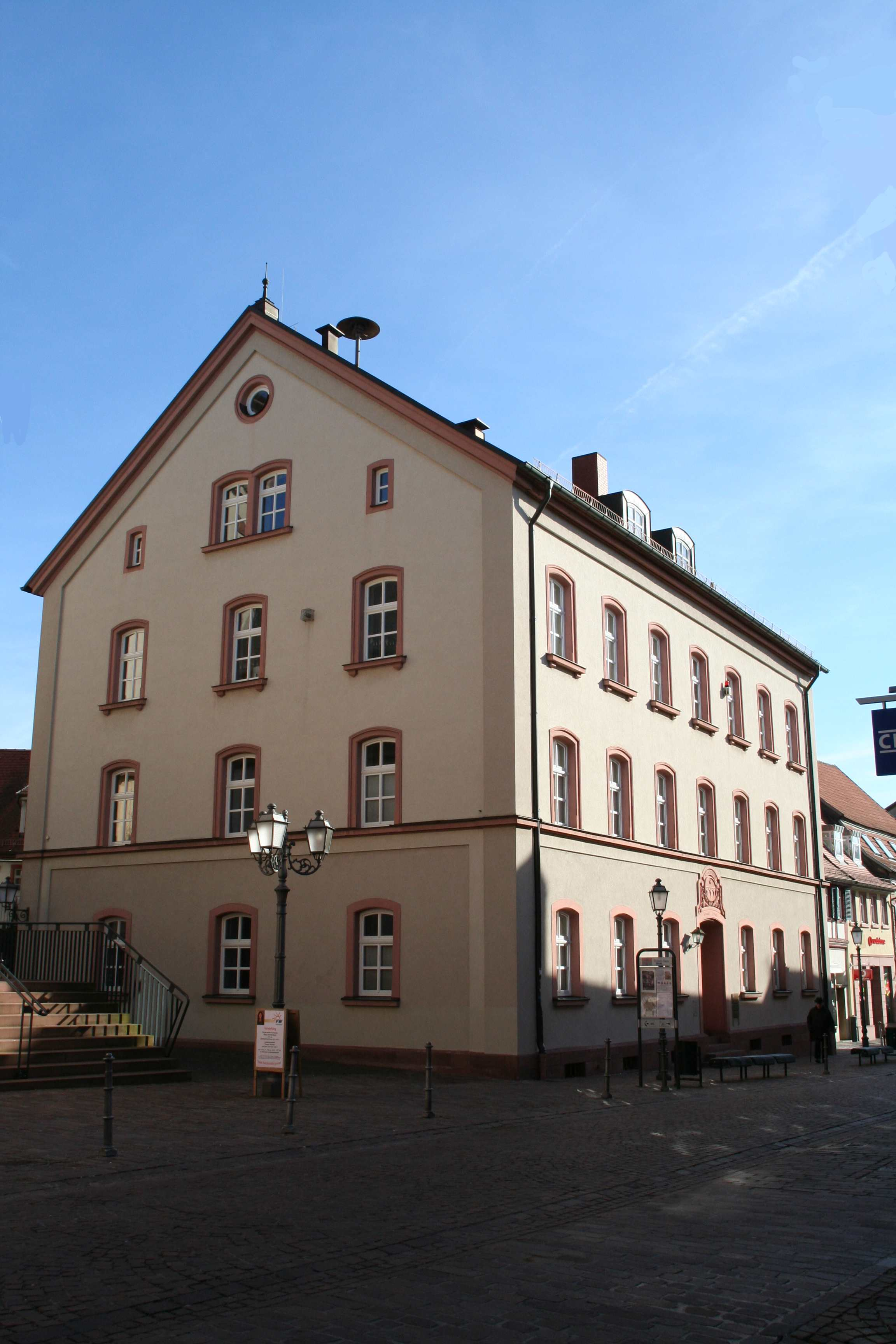
A történelmi városháza
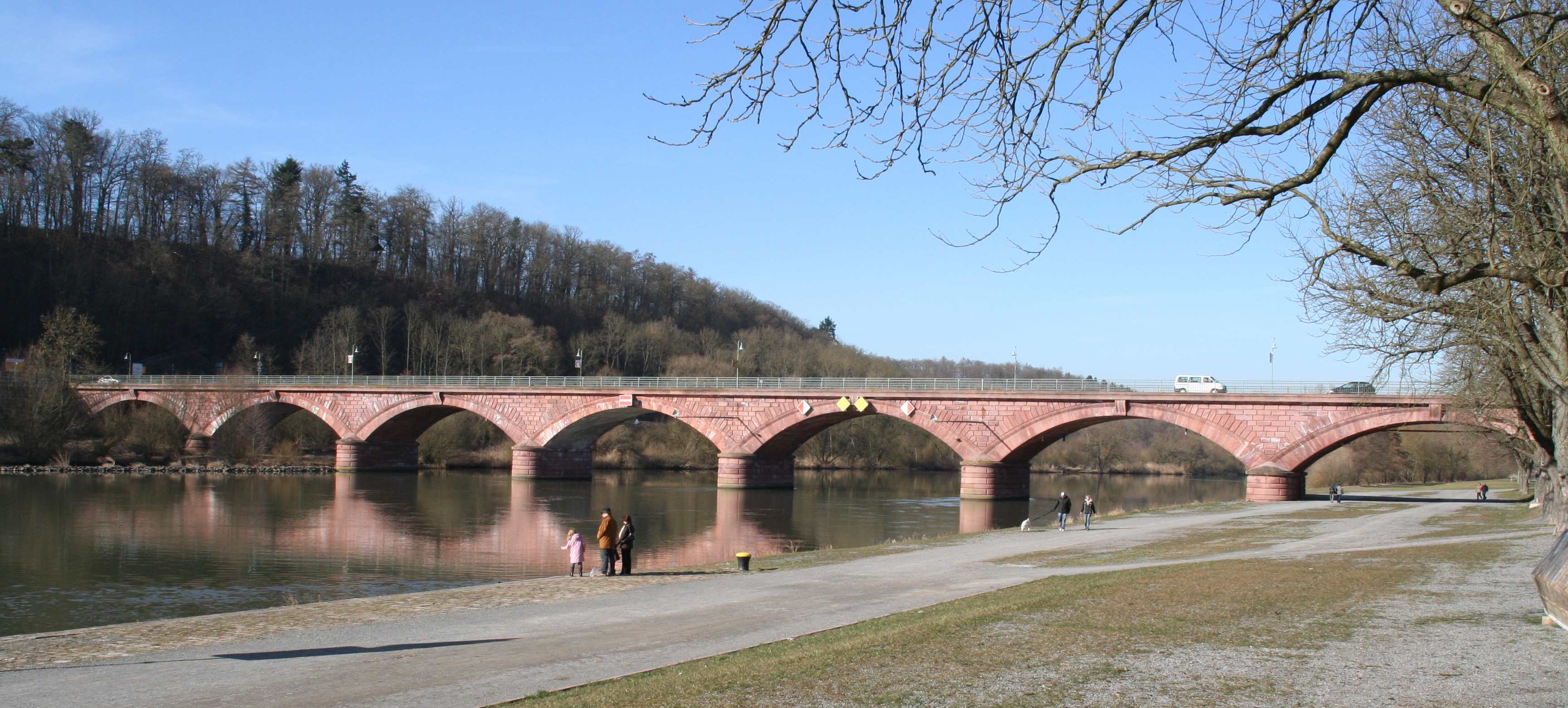
A régi Majna-híd
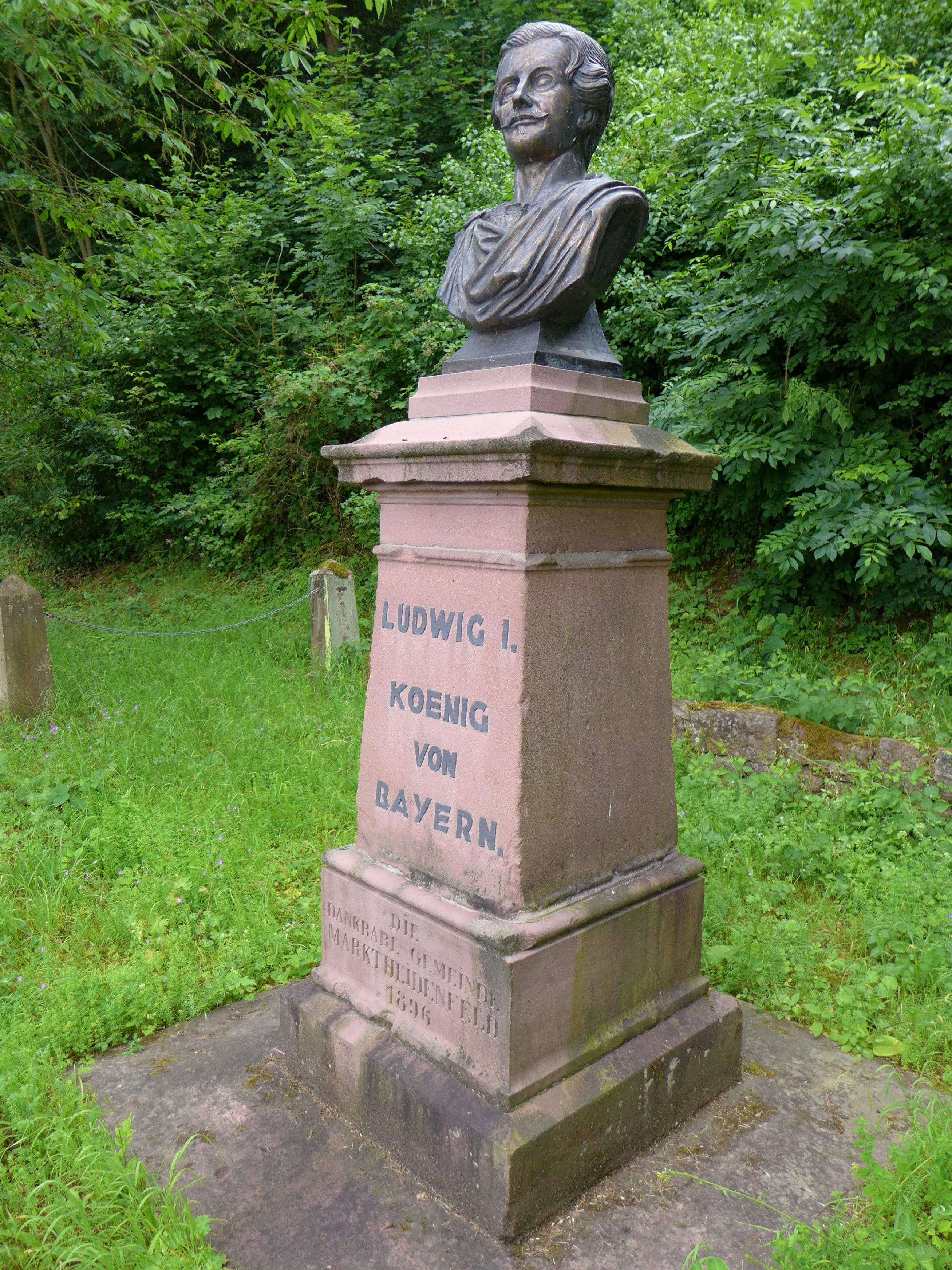
I. Lajos bajor király mellszobra